# 史矛革
史矛革（英語：Smaug）是托爾金奇幻小說《哈比人歷險記》的虛構角色。
史矛革是中土大陸的一條巨龍，牠是書中主要的反派角色，早前已使河谷鎮（Dale）荒廢，佔據了孤山（Lonely Mountain）及其寶藏。《哈比人歷險記》詳述一群矮人（有一些原本是孤山的居民及其後裔）重奪孤山，試著擊殺史矛革的故事。在紅皮書裡，史矛革被描述為淡紅金色，體形甚為巨大。史矛革在書中有時亦被稱為黃金史矛革（Smaug the Golden）及華麗史矛革（Smaug the Magnificent）。

## 生平

### 哈比人歷險記
史矛革對於寶藏內的每一件物品非常熟悉，所以他能夠馬上察覺一只金杯被比爾博·巴金斯（Bilbo Baggins）盜走。據托爾金所說，形容史矛革怒火為「就像是某個擁有無比財富的有錢人，突然發現少了一樣寶物，即使那樣東西對它來說完全沒有用處」。史矛革非常熟悉他的寶庫，金杯的失竊導致史矛革的暴怒，這可見於托爾金的史詩裡，托爾金曾表示史詩是《哈比人歷險記》最有價值的典據。史矛革的寶藏包括索恩的家傳寶鑽，大量秘銀甲衣，索林·橡木盾（Thorin Oakenshield）將其中一件秘銀甲衣送給比爾博。在許多年後的《魔戒三部曲》裡，該秘銀甲衣多次保護佛羅多·巴金斯（Frodo Baggins）免受傷害。
史矛革的腹部滿佈寶石，這使他幾乎不會受到損傷，但比爾博在史矛革的巢穴裡發現史矛革的左胸並無防護，比爾博遂將這個弱點告訴矮人，而在孤山秘門棲息的畫眉鳥也聽到這個消息，轉告給長湖鎮（Esgaroth）的巴德（Bard）。後來，史矛革襲擊長湖鎮，巴德以黑箭射入史矛革的左胸，殺死史矛革。
史矛革死後，索林·橡木盾宣稱擁有寶藏，這觸發索林·橡木盾、巴德及幽暗密林（Mirkwood）的精靈君王瑟蘭督伊（Thranduil）之間爭端，他們都想以寶藏來彌補史矛革所帶來的破壞。索林·橡木盾卻拒絕攤分寶藏，挑起了戰爭，半獸人和座狼軍隊的介入卻使爭端告終，矮人決定與精靈和人類聯合起來對抗半獸人，五軍之戰（Battle of Five Armies）爆發，索林·橡木盾死於此役。

### 身後影響
托爾金所著的「孤山任務」（The Quest of Erebor，在《未完成的故事》裡有詳述，《魔戒三部曲》的附錄裡亦有提及）裡，甘道夫（Gandalf）曾表示史矛革被殺是很幸運的，這使長湖鎮和河谷鎮地區得以在魔戒聖戰（War of the Ring）應付索倫（Sauron）的軍隊。如果史矛革這個障礙依然存在，一定會為大荒原（Wilderland）北部帶來更大的破壞，並會對伊利雅德（Eriador）構成威脅。正如甘道夫所言，否則龍的火燄和戰爭會蔓延至伊利雅德。
魔苟斯（Morgoth）培育的龍至史矛革的死亡而絕跡。另一些可以與龍相提並論的恐怖生物有炎魔（Balrog），曾把甘道夫陷進摩瑞亞（Moria）的無底深淵，還有昂哥立安（Ungoliant）的後裔屍羅（Shelob）。

## 本領
與其他龍一樣，史矛革是會噴火的，但史矛革比其他龍更危險：他的尾巴有強而有力的撞鎚。當比爾博及他的矮人同伴愚昧地留下了行踪時，史矛革以尾巴將碎石掃向他們，企圖活埋比爾博等人。
雖然不足以破壞索倫的戒指，但史矛革所噴的火燄極度熾熱。他有很長的壽命，史矛革襲擊孤山直至比爾博到達他的巢穴的時期也超過二百年。
如同其他龍，史矛革具有極度尖銳的嗅覺，他可以精確地以嗅覺判斷接近巢穴的人數，他的食欲非常大。厲害的是，史矛革可以在睡眠時睜開一隻眼睛守護他的寶庫。
不尋常的是，史矛革是會說話的龍。這在古英語和古北歐語的史詩裡也有出現，特別是沃爾松格傳說（Völsunga saga）及尼伯龍根之歌（Nibelungenlied）的法夫纳（Fáfnir）。但法夫尼爾會說話是因為他曾經是人類，即使成為龍也保留有人類的思想和語言。在史矛革與比爾博的交談裡，史矛革所用的語言非常古老。

## 名稱
史矛革這名字來自丹麥語的（Trâgu），亦與咕嚕（Gollum）的原名史麥戈（Sméagol）有關。Smaug是古日耳曼语動詞smeugan的過去式。
中文译名也有斯莫戈、斯毛戈等。

## 創作
托爾金描繪了大量史矛革的素描及兩幅分別是油墨及水彩的畫像，水彩的那幅畫像名為〈與史矛革會談〉（Conversation with Smaug），另有一幅素描名為〈史矛革之死〉（Death of Smaug）。這兩幅圖片都沒有出現於《哈比人歷險記》的原著裡，因為與史矛革會談在後來的版本裡被廣泛利用。史矛革之死則作為哈比人歷險記第一個平裝書版本的封面。
史矛革的一些特徵行為可追溯至一些古英語史詩：長壽、有翼、易怒、像爬蟲類生物、躺在寶庫裡、對盜竊敏感、強報復心。這並不驚奇：在1924-1945年期間，托爾金是牛津大學盎格魯-撒克遜語勞林森與博斯沃思教授（Rawlinson and Bosworth Professor of Anglo-Saxon），是古英語史詩的專家，特別是對於龍，在1936年，他還舉辦一個講座探討龍。
1936年十月，托爾金為史矛革襲擊長湖鎮的這個情節作了一首史詩，這居然和1937年4月26日德軍轟炸格爾尼卡（Guernica）的情景極為相似，使讀者推斷托爾金對龍的構想始於1916-1917年間，即托爾金在索姆河戰役看到坦克後。

## 改編描述
包括艾倫·李、約翰·豪威、泰德·納史密斯在內的幾位藝術家都曾繪製過以史矛革為主題的插畫。
在1977年版本的卡通版《哈比人歷險記》，理查·布恩（Richard Boone）為史矛革配音，展示了一些哺乳動物的特性，與原著有少許分別。
2003年，詹姆斯·奧朗（James Horan）為電腦遊戲裡的史矛革配音。

### 彼得·傑克森電影

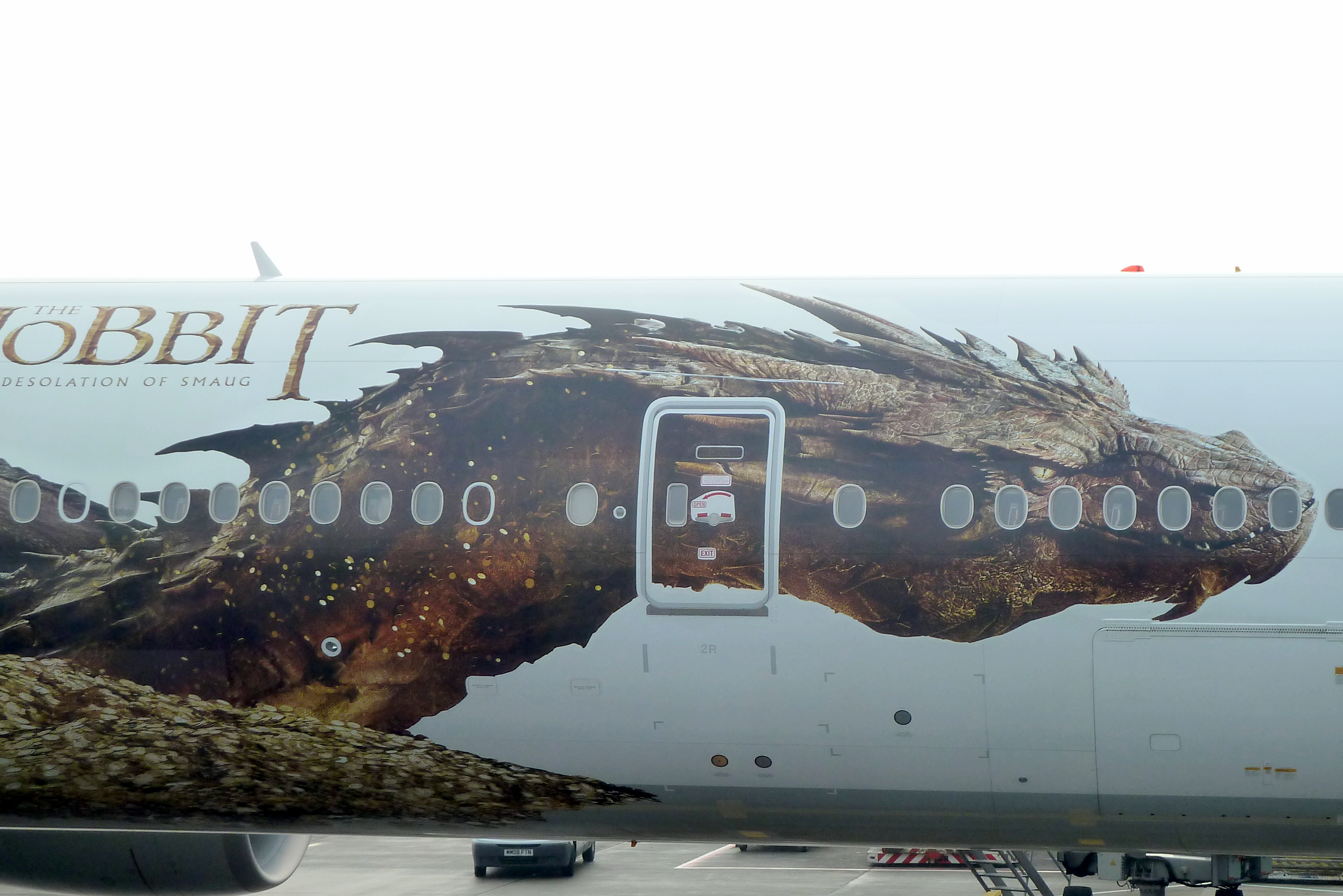
紐西蘭航空為宣傳電影《哈比人：荒谷惡龍》的上映而在機身上彩繪史矛革的造型。

2012年上映的《哈比人電影系列》第一集《哈比人：意外旅程》裡，史矛革只有尾巴、腿和眼睛出現在畫面裡。電影觀眾對於史矛革有著極大的期待，導演彼得·傑克森說：「在第一部上映後，我總能聽到這樣的聲音：『我想要看史矛革，我想看史矛革』，這些讓我很有壓力」。
在2013年的續集《哈比人：荒谷惡龍》裡，班奈狄克·康柏拜區以動作捕捉技術飾演史矛革及為其配音。康柏拜區在進行動作捕捉前曾去倫敦動物園內觀察科摩多龍，以設想史矛革可能會作出的動作。傑克森於受訪時表示，史矛革是一條「有點神經質的巨龍」。為了讓這個角色展現出自大的一面，傑克森刻意讓他有很多台詞。本來劇組曾設想過讓史矛革用心靈感應的方式與比爾博交流，但後來放棄了。
《哈比人》電影中的史矛革身形十分龐大，相當於兩架波音747飛機。維塔數碼公司特效部副總監喬伊·萊特利的團隊借鑑了蝙蝠、短吻鱷等不少生物的生理構造來設計史矛革，他們還讓史矛革兼具了歐洲龍與中國龍兩種龍的特徵。
康柏拜區形容：「史矛革是層次很豐富的角色，非常虛榮、老謀深算、年長，強而有力但又脆弱，非常巨大，行動迅速、邪惡、非常非常憤怒」。康柏拜區也在同一部系列電影中為黑暗魔君索倫配音。他表示在索倫眼中史矛革只算是個寵物，索倫是要利用史矛革完成自己的陰謀。
紐西蘭航空為了配合《哈比人：荒谷惡龍》的上映，刻意推出了《哈比人》的主題飛機，於機身上彩繪史矛革的造型。

## 文化影響

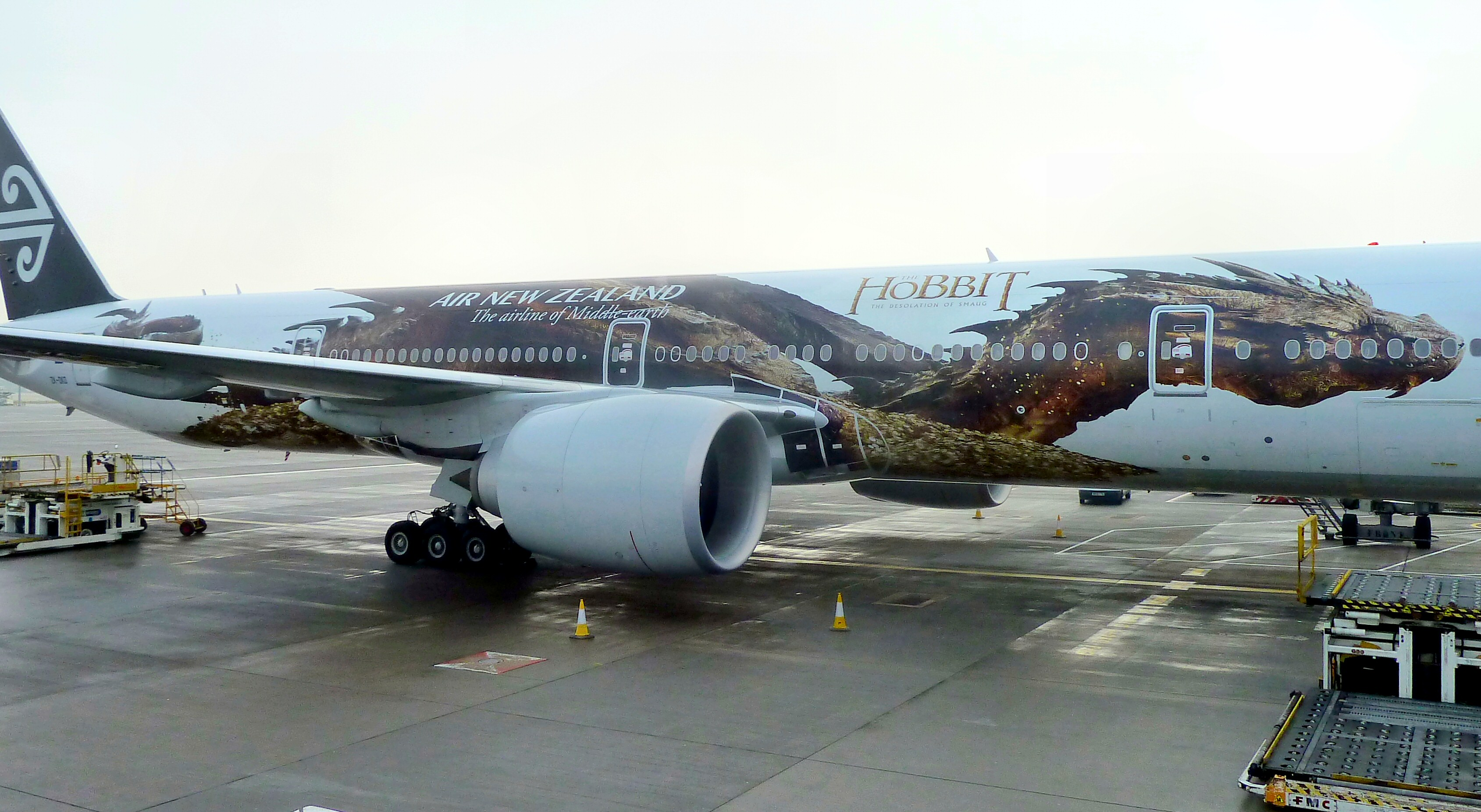
一款印有史矛革的飞机

史矛革對於後世文學作品中龍的形象有著重要影響。
在2012年《富比士》雜誌的虛構角色富豪榜上，史矛革名列第一。但在2013年的虛構角色富豪榜則下降至第二名。
2015年，一種新被發現的角蝽科昆蟲被命名為「史矛革」。

## 外部連結
- 班尼狄克康柏貝奇 現身介紹惡龍角色（页面存档备份，存于）